# 高速バス限定の旅
高速バス限定の旅（こうそくバスげんていのたび）は、テレビ東京の『土曜スペシャル』でレギュラーシリーズとなっていた企画である。第1弾から第3弾までは土曜スペシャル枠で放送されたが、2016年4月より『土曜スペシャル』が「ナイトウ旅行社」としてリニューアルしたため、2016年9月18日放送の第4弾から『日曜ビッグバラエティ』枠に移動した。

## 概要
5泊6日または4泊5日の間に、高速バスに"のみ"乗車して目的地をめざす企画である。大鶴義丹と男性ゲスト1名、女性ゲスト1名が出演している。2013年12月7日開始。
2016年9月18日放送の第4弾からしばらく途絶えていたが、2019年10月20日放送の第5弾で3年振りに復活したが、この回を最後に事実上終了した。

## 旅の基本ルール
- 高速バスにのみ乗車して6日間（第3回、第4回、第5回は5日間）でゴールを目指す。
- ゴールするまでの間に、指定された数の都市で下車し、バスを乗り換えなければならない。
  - 直通する道路・バス路線のない本州 - 北海道間についてはフェリーの利用が認められ、第2回では青森 - 函館間・第4回と第5回では八戸 - 苫小牧間でフェリーを使用している。このほか、第1回ではバスごとフェリーに乗る別府ゆけむり号を利用している。
- 観光地等では路線バスやタクシーは利用できず、徒歩あるいはレンタル自転車しか利用できない。[1]
- 夜間はホテル等に宿泊することもできるが、指定された回数分の都市を制覇するために夜行高速バス移動も発生する。
- また、ローカル路線バス乗り継ぎの旅と同様、撮影交渉は出演者自ら行う。インターネットでの情報検索は禁止で、参照できるのは『高速バス時刻表』（交通新聞社刊。2020～21年冬季号をもって休刊）のみ。なお、同書にはいわゆる新高速乗合バス（高速ツアーバスから転換した事業者）は巻頭に路線一覧があるのみで、停留所・時刻・運賃などは掲載されていないが、現地で掲載分よりも早い便の新高速乗合バスがあったときに、予定を変更して乗車するケースが見られる。

## 放送リスト
| 初回放送日             | タイトル                                                | 出演者                                     | 指定到達 地点回数 | 結果             |
| 土曜スペシャル枠       | 土曜スペシャル枠                                        | 土曜スペシャル枠                           | 土曜スペシャル枠  | 土曜スペシャル枠 |
| ---------------------- | ------------------------------------------------------- | ------------------------------------------ | ----------------- | ---------------- |
| 第1弾 2013年12月7日    | 鹿児島～青森2,000 km 高速バス限定！列島縦断の旅         | 大鶴義丹 ダンディ坂野 佐々木もよこ         | 20                | 成功             |
| 第2弾 2014年7月12日    | 東京～北海道1,500 km 高速バス限定の旅                   | 大鶴義丹 ダンディ坂野 KONAN                | 15                | 成功             |
| 第3弾 2015年4月18日    | 熊本→東京2,300 km 激走！高速バス限定の旅３              | 大鶴義丹 レイザーラモンHG 岸明日香         | 15                | 成功             |
| 日曜ビッグバラエティ枠 |                                                         |                                            |                   |                  |
| 第4弾 2016年9月18日    | 列島縦断！長崎⇒札幌 激走！高速バス限定の旅2016夏        | 大鶴義丹 ダンディ坂野 柳いろは             | 15                | 成功             |
| 第5弾 2019年10月20日   | 激走！福岡→北海道2900km 列島縦断 高速バス限定の旅2019秋 | 大鶴義丹 じゅんいちダビッドソン 熊切あさ美 | 15                | 成功             |

## 経路
- 第1弾：鹿児島中央駅前～【きりしま号】～ 熊本交通センター～【りんどう号】～ 長崎駅前～【九州号】～ 西鉄天神バスセンター～【とよのくに号】～ 別府北浜～【別府ゆけむり号】～ 広島バスセンター～【高松エクスプレス広島号】～ 高松駅前～【高徳エクスプレス】～ 徳島駅前～【阿波エクスプレス京都号】～ 京都駅バスターミナル～【北陸ドリーム大阪号】～金沢駅バスターミナル～【輪島特急】～西山PA～【珠洲特急】～金沢駅バスターミナル～【白川郷・高山線】～白川郷～【白川郷・高山線】～高山濃飛バスセンター～【ひだ高山号】～名古屋駅バスターミナル～【クオリティ・エクスプレス（桜交通）】～新宿センタービル前／新宿JR高速バスターミナル～【夢街道会津号】～会津若松駅前／会津若松バスターミナル～【会津若松 - 郡山 - いわき線】～郡山駅前～【仙台 - 郡山線】～仙台駅前～【アーバン号】～盛岡駅前／盛岡駅西口～【みちのく号】～大館駅前～【あすなろ号】～青森駅前
- 第2弾：池袋駅～【東京 - 新潟線（越後交通）】～万代シテイバスセンター～【新潟交通観光バス】～会津若松駅前～【新常磐交通】～郡山駅前～【福島交通】～福島駅～【福島交通】～仙台駅前～【山交バス】～山形駅前～【庄内交通】～寒河江サービスエリア～【山交バス】～仙台駅前～【平泉中尊寺号】～平泉駅前～【平泉中尊寺号】～仙台駅前～【ブルーシティ号（十和田観光電鉄）】～青森駅前…青森港フェリーターミナル…＜青函フェリー＞…函館港…函館駅前バスターミナル～【高速はこだて号】～札幌駅バスターミナル～【高速ふらの号】～富良野駅前～【高速ふらの号】～札幌駅バスターミナル／北海道中央バス札幌ターミナル～【イーグルライナー】～ウトロ温泉～【イーグルライナー】～北海道中央バス札幌ターミナル～【高速おたる号】～小樽駅前～【高速おたる号】～札幌駅前～【高速とまこまい号】～輪厚パーキングエリア
- 第3弾：熊本交通センター～【たかちほ号】～高千穂バスセンター～【ごかせ号】～西鉄天神高速バスターミナル～【大山号（日ノ丸自動車）】～米子駅…皆生温泉／皆生観光センター～【フライングフィッシュ号】～福山駅前～【シトラスライナー】～土生港前…レンタサイクル…上浦レンタサイクルターミナル～【瀬戸内海交通】～松山市駅～【伊予鉄バス】～道後温泉駅前～【オレンジライナーえひめ】～阪急梅田バスターミナル／大阪駅JRバスターミナル～【白浜エクスプレス大阪号】～白浜バスセンター～【白浜ブルースカイ号】～京都駅八条口／京都駅～【名神ハイウェイバス】～名古屋駅新幹線口／名鉄バスセンター～【中央道高速バス】～中央道馬籠／馬籠～【信南交通】～飯田駅前～【みすずハイウェイバス】～長野道松本…松本バスターミナル～【京王電鉄バス】～新宿駅西口バスターミナル
- 第4弾：長崎駅前県営バスターミナル～【佐世保行スーパーノンストップ（長崎県交通局）】～佐世保バスセンター～【させぼ号（西肥自動車）】～西鉄天神高速バスターミナル～【はりまや号（とさでん交通）】～高知駅バスターミナル～【高知エクスプレス号（西日本ジェイアールバス）】～三宮バスターミナル～【有馬エクスプレス号（西日本ジェイアールバス）】～有馬温泉停留所～【有馬急行線（阪急バス）】～阪急高速バス大阪梅田ターミナル／大阪駅JR高速バスターミナル～【名神ハイウェイバス(西日本ジェイアールバス)】～名古屋駅新幹線口ハイウェイバス乗場～【中央ライナーなごや(ジェイアールバス関東)】～バスタ新宿～【ITS24散策バス（桜交通）】～仙台駅東口さくらバスターミナル／宮交仙台高速バスセンター～【アーバン号（岩手県北バス）】～盛岡駅西口バスターミナル～【八盛号（岩手県北バス）】～八戸港フェリーターミナル～【シルバーエイト（川崎近海汽船）】～苫小牧西港フェリーターミナル／苫小牧駅前バスターミナル～【特急うらかわ号（道南バス）】～新千歳空港～【高速登別温泉エアポート号（道南バス）】～登別温泉バスターミナル～【高速いぶり号（道南バス）】～洞爺湖温泉バスターミナル～【洞爺湖温泉 - 札幌駅前（道南バス）[2]】～札幌駅バスターミナル
- 第5弾：博多バスターミナル～【広福ライナー（JR九州バス）】～広島バスセンター～【瀬戸内エクスプレス4号（中国ジェイアールバス）】～JR高松駅／高松駅～【高松エクスプレス大阪号（西日本ジェイアールバス）】～大阪駅JR高速バスターミナル～【青春ドリーム信州1号（西日本ジェイアールバス）】～ホテルメトロポリタン長野～【せせらぎ号（アルピコ交通）】～上高地バスターミナル～【さわやか信州号（アルピコ交通）】～バスタ新宿～【あぶくま号（ジェイアールバス東北）】～郡山駅前～【仙台 - 郡山線（福島交通）】～仙台駅前～【アーバン号（岩手県北自動車）】～盛岡駅西口～【八盛号（岩手県北自動車）】～八戸フェリーターミナル…＜シルバーフェリー＞…苫小牧西港フェリーターミナル～【高速とまこまい号（北海道中央バス）】～大谷地バスターミナル～【ポテトライナー（北海道中央バス）】～帯広駅バスターミナル…レンタル電動自転車…十勝川温泉…レンタル電動自転車…帯広駅バスターミナル～【ポテトライナー（ジェイ・アール北海道バス）】～札幌駅バスターミナル～【高速あさひかわ号（北海道中央バス）】～旭川駅前～【特急オホーツク号（道北バス）】～紋別ターミナル

## スタッフ（第5弾）
- ナレーター：田中秀幸
- 構成：外山信行
- 技術：縄誠幸、小笹直樹、高橋勇士、加藤寛己
- 編集：塔尾公彦
- MA：降旗直人
- 音響効果：大久保吉久（3×7）、水口雄貴（3×7）
- タイトルロゴ：平原洋輔
- ビジュアルフォーマット：松本哲也
- 技術協力：港家、D☆D FACTORY
- 衣装協力：merlot、UNRELISH、MEW'S REFINED CLOTHES、MISCH MASCH
- 番宣：關口淑恵
- デスク：後藤由枝
- 監修：成定竜一
- メイク：川又由紀
- 車輛：有限会社ダックス、ACCEL24
- AD：納大貴、田中直樹
- ディレクター：笹原有翔
- 演出：高橋健二
- プロデューサー：酒井英樹、谷内愛
- チーフプロデューサー：越山進
- 制作協力：ユニット
- 製作著作：テレビ東京